# جودیت هیل

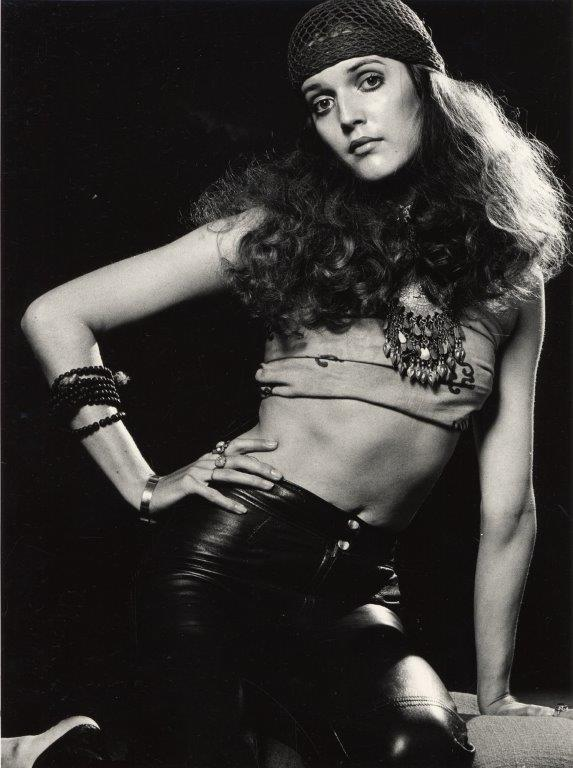

جودیت گلوری هیل خواننده و ترانه‌سرای آمریکایی اهل لس آنجلس، کالیفرنیا است. مادر هیل، میچیکو هیل (نام خانوادگی یوشیمورا) یک پیانیست اهل توکیو است که در دهه ۱۹۷۰ با پدر هیل، رابرت لی «پی وی» هیل در یک گروه فانک آشنا شد. مادر جودیت ژاپنی و پدرش آفریقایی-آمریکایی است. او می‌تواند به دو زبان انگلیسی و ژاپنی صحبت کند و آواز بخواند و همچنین به زبان‌های فرانسوی و اسپانیایی مسلط است.
او برای هنرمندانی مانند مایکل جکسون، پرینس و جاش گروبان، بک وکال تهیه کرده‌است. در سال ۲۰۰۹، هیل به عنوان نقش مقابل جکسون برای آهنگ " نمی‌تونم دوستت نداشته باشم " در طول مجموعهٔ این آخرش است مایکل جکسون انتخاب شد. اولین آلبوم او Back in Time که در Paisley Park با همکاری پرنس به عنوان تهیه‌کننده ضبط شد، به‌طور رسمی در حساب WeTransfer جودیت هیل در ۲۳ مارس منتشر شد.